# Glaphyrus cinnaberinus
Glaphyrus cinnaberinus es una especie de coleóptero de la familia Glaphyridae.

## Distribución geográfica
Habita en el oeste de Asia.